# Falkonera
La deshabitada isla griega de Falkonera (en griego: Φαλκονέρα; en italiano: Falconeria; en turco: Felakonda) tiene una superficie de 1,29 km². También llamada en raras ocasiones Gerakunia (Γερακούνια) administrativamente pertenece al municipio de Spetses, en las islas del Distrito Regional del Ática.

## Ubicación
Falkonera se encuentra en el Mar de Mirtos. Las islas más cercanas son Antimilos 30 kilómetros al este, Velopoula 38 km al noroeste y Milos 42 km al oeste. Spetses se encuentra 78 km al noroeste y el Peloponeso 70 km al oeste. El islote marca la cima de un macizo tectónico con dirección ONO-ESE, que separa la cuenca del Mar de Mirtos al norte de la cuenca de Creta, al sur.
En el este de la isla está el cabo llamado Panaghia ton revmaton (Παναγιά των Ρευμάτων), que significa "Virgen de las corrientes", y en el que hay un faro que fue destruido por los alemanes en 1941 y reconstruido después de la Segunda Guerra Mundial. El punto más alto de la isla es de 183 metros sobre el nivel del mar. Situada en el cruce de las rutas de navegación El Pireo-La Canea y Cabo Malea-Esmirna, se considera un peligro para la navegación debido a las fuertes corrientes circundantes.

## Historia
El nombre "Falkonera" deriva del italiano "Falconeria", que significa "lugar de los halcones". Este es también el significado del nombre griego alternativo, Gerakoulia.
Durante la Guerra de independencia de Grecia, la isla fue utilizada como punto de unificación de los escuadrones de Andreas Miaoulis y Dimitrios Sachtouris antes de la campaña de Milos.

La ruta de navegación desde El Pireo a Creta pasa cerca de la isla. En la madrugada del 8 de diciembre de 1966, el ferry SS Heraklion, en ruta desde La Canea al puerto ateniense, se hundió frente a la costa de Falkonera, muriendo 217 personas y con 47 supervivientes encontrados en la isla. Conocido como el "Naufragio de Falkonera", se considera uno de los peores accidentes marítimos en la historia griega.

## Naturaleza
El paisaje de esta isla rocosa de origen volcánico está determinado por vegetación esclerófila como la garriga, la genista, el tomillo así como la dominante pimpinela espinosa (Sarcopoterium spinosum).

### Fauna
Además del geco de Kotschyi (Mesoodactylus kotschyi) existe en Falkonera una subespecie de la lagartija de Milos (Podarcis milensis gerakuniae)
Anualmente es visitado por el halcón de Eleonor (Falco eleonorae) como zona de cría.

### Conservación
Falkonera junto con otros islotes deshabitados forma en el sur del Mar Egeo el área en la Red Natura 2000 GR 4210011 Vrachonisia Egeou: Velopoula, Falkonera, Ananes, Christiana, Paxia, Fteno, Makra, Astakidonisia, Syrna Gyro Nisia (Βραχονήσια Νοτίου Αιγαίου: Βελοπούλα, Φαλκονέρα, Ανάνες, Χριστιανά, Παχειά, Φτενό, Μακρά, Αστακιδονήσια, Σύρνα-Γύρω νησιά) y también se clasifica como un Área Importante para las Aves GR128 Falkonera Islet.